# Myrolubiwka (obwód tarnopolski)
Myrolubiwka (ukr. Миролюбівка, hist. Czartoria) – wieś na Ukrainie, w obwodu tarnopolskiego, w rejonie tarnopolskim, nad Seretem. W 2001 roku liczyła 533 mieszkańców.
Miejscowość została założona w XV wieku i pierwotnie nosiła nazwę Czartoria. W II Rzeczypospolitej miejscowość należała do gminy wiejskiej Mikulińce w powiecie tarnopolskim województwa tarnopolskiego. W 1964 roku nazwa wsi została zmieniona na Myrolubiwka.